# ファザーレス 父なき時代
『ファザーレス 父なき時代』（英: Father Less）は、1997年に製作された日本のドキュメンタリー映画。茂野良弥監督の日本映画学校での卒業制作作品。
1997年イタリアのフィレンツェで行われたニューヨーク大学の主催による国際映画祭に出品。参考作品としてコンペティション外で上映されたにもかかわらず、上映終了時に観客が立ち上がって拍手したうえ、諸外国の学生たちからこの作品を賞の対象とすべきだという署名運動が自発的に起こり、その結果「スチューデント・チョイス」という賞が臨時に作られて受賞するという異例の扱いを受けた。

## キャスト
- 村石雅也
- 村石定美
- 村石妙子
- 金田奈奈子
- 金田親治
- 村石芳久

## 映画祭上映
- 1998年: 第7回東京国際レズビアン&ゲイ映画祭[2]
- 1998年10月8日: 第4回KAWASAKIしんゆり映画祭[3][4]
- 2000年; ゆうばり国際ファンタスティック映画祭[5]
- 2008年10月20日: 第9回TAMA CINEMA FORUM[6]

## 賞
- 1998年マンハイム・ハイデルベルク国際映画祭ドキュメンタリー部門グランプリ＆国際批評家連盟賞受賞
- 1997年ニューヨーク大学国際学生映画祭特別賞受賞
- 1998年ソフィア国際学生映画祭ソフィア大学ジャーナリズム学科賞受賞
- 1997年日映協フィルムフェスティバル学生監督部門グランプリ受賞

## スタッフ
- 企画：村石雅也
- プロデューサー：山谷哲夫『沖縄のハルモニ――証言・従軍慰安婦』『じゃぱゆきさん』、久保啓史郎
- 配給、宣伝協力：安岡卓治『追悼のざわめき』『A』『311』